# C-EM i curling 2013
C-Europamesterskabet i curling 2013 var det fjerde C-Europamesterskab i curling. Turneringen blev spillet i Tårnby Curling Club i København, Danmark i perioden 7. - 13. oktober 2013, og det var anden gang at København var vært for C-EM i curling. Mesterskabet havde deltagelse af otte herrehold og fire kvindehold, der hver især spillede om to ledige pladser ved B-EM i Stavanger den følgende måned.
Mændenes turnering blev vundet af Wales, der sammen med Rumænien gik videre til B-EM senere på året. I kvindernes turnering sejrede Hviderusland foran Tyrkiet, hvorved de to hold løste billet til B-EM.

## Mænd
Otte hold spillede om to ledige pladser ved B-EM. De otte hold spillede en dobbeltturnering alle-mod-alle, efterfulgt af et slutspil med de fire bedste hold. Turneringen blev vundet af Wales, som sammen med Rumænien gik videre til B-EM senere på året.

### Grundspil
| Dato   | Tid   | Kampe                    | Kampe | Kampe                  | Kampe | Kampe                   | Kampe | Kampe                  | Kampe |
| ------ | ----- | ------------------------ | ----- | ---------------------- | ----- | ----------------------- | ----- | ---------------------- | ----- |
| 8.10.  | 08:00 | Island - Hviderusland    | 0-9   | Serbien - Wales        | 02-11 | Rumænien - Slovenien    | 8-7   | Luxembourg - Irland    | 04-11 |
| 8.10.  |       | Luxembourg - Island      | 12-40 | Serbien - Rumænien     | 11-40 | Irland - Hviderusland   | 6-7   | Wales - Slovenien      | 10-12 |
| 9.10.  | 09:00 | Wales - Island           | 8-6   | Rumænien - Irland      | 6-4   | Slovenien - Luxembourg  | 11-30 | Serbien - Hviderusland | 8-4   |
| 9.10.  | 19:00 | Slovenien - Irland       | 09-11 | Wales - Hviderusland   | 10-20 | Serbien - Island        | 8-7   | Rumænien - Luxembourg  | 12-40 |
| 10.10. | 12:00 | Luxembourg - Serbien     | 12-00 | Island - Slovenien     | 08-12 | Hviderusland - Rumænien | 05-10 | Irland - Wales         | 7-9   |
| 10.10. | 20:00 | Hviderusland - Slovenien | 03-12 | Irland - Serbien       | 8-9   | Luxembourg - Wales      | 1-7   | Island - Rumænien      | 02-11 |
| 11.10. | 13:00 | Rumænien - Wales         | 5-6   | Hviderusland - Luxemb. | 10-40 | Island - Irland         | 4-9   | Slovenien - Serbien    | 10-40 |

| Plac. | Hold         | Kampe | Vundne | Tabte |
| ----- | ------------ | ----- | ------ | ----- |
| 1.    | Wales        | 7     | 6      | 1     |
| 2.    | Rumænien     | 7     | 5      | 2     |
| 3.    | Slovenien    | 7     | 5      | 2     |
| 4.    | Serbien      | 7     | 4      | 3     |
| 5.    | Hviderusland | 7     | 3      | 4     |
| 6.    | Irland       | 7     | 3      | 4     |
| 7.    | Luxembourg   | 7     | 2      | 5     |
| 8.    | Island       | 7     | 0      | 7     |

### Slutspil
| Playoff 3/4 | Playoff 3/4 |  | 1 | 2 | 3 | 4 | 5 | 6 | 7 | 8 | 9 | 10 | EE |  | Total |
| ----------- | ----------- |  | - | - | - | - | - | - | - | - | - | -- | -- |  | ----- |
| Slovenien   |             |  | 0 | 0 | 0 | 0 | 0 | 2 | 0 | 2 | 0 | X  | -  |  | 4     |
| Serbien     |             |  | 1 | 1 | 1 | 1 | 2 | 0 | 2 | 0 | 1 | X  | -  |  | 9     |

| Finale   | Finale |  | 1 | 2 | 3 | 4 | 5 | 6 | 7 | 8 | 9 | 10 | EE |  | Total |
| -------- | ------ |  | - | - | - | - | - | - | - | - | - | -- | -- |  | ----- |
| Rumænien |        |  | 0 | 2 | 1 | 0 | 0 | 0 | 0 | 2 | 0 | X  | -  |  | 5     |
| Wales    |        |  | 1 | 0 | 0 | 3 | 1 | 1 | 1 | 0 | 1 | X  | -  |  | 8     |

| Sølvkamp | Sølvkamp |  | 1 | 2 | 3 | 4 | 5 | 6 | 7 | 8 | 9 | 10 | EE |  | Total |
| -------- | -------- |  | - | - | - | - | - | - | - | - | - | -- | -- |  | ----- |
| Serbien  |          |  | 0 | 1 | 1 | 0 | 1 | 0 | 0 | 0 | 2 | X  | -  |  | 5     |
| Rumænien |          |  | 2 | 0 | 0 | 2 | 0 | 1 | 1 | 3 | 0 | X  | -  |  | 9     |

### Samlet rangering
| Plac.  | Hold         | 4                  | 3               | 2                  | 1                | Reserve          |
| ------ | ------------ | ------------------ | --------------- | ------------------ | ---------------- | ---------------- |
| Guld   | Wales        | Adrian Meikle      | James Pougher   | Andrew Tanner      | Rhys Phillips    | Garry Coombs     |
| Sølv   | Rumænien     | Allen Coliban      | Bogdan Colceriu | Bogdan Taut        | Stefan Bodea     |                  |
| Bronze | Serbien      | Djordje Neskovic   | Bojan Mijatovic | Goran Ungurovic    | Filip Stojanovic | Marko Stojanovic |
| 4.     | Slovenien    | Len Žagar          | Tomaž Toplak    | Marko Harb         | Žiga Babic       | Marko Šinkovec   |
| 5.     | Hviderusland | Dmitrij Kirillov   | Pavel Petrov    | Jurij Pauliutjyk   | Andrej Aulasenka | Ihar Platonov    |
| 6.     | Irland       | Alan Mitchell      | John Furey      | James Russell      | Arran Cameron    | Craig Whyte      |
| 7.     | Luxembourg   | Jörg Moeser        | Yves Sieradzki  | Claude Schweitzer  | Alex Benoy       | Marc Hansen      |
| 8.     | Island       | Hallgrimur Valsson | Arni Arnason    | Kristjan Bjarnason | Ólafur Hreinsson |                  |

## Kvinder
Fire hold spillede om to ledige pladser ved B-EM. De fire hold spillede en dobbeltturnering alle-mod-alle, efterfulgt af et slutspil med alle fire hold. Turneringen blev vundet af Hviderusland, som sammen med Tyrkiet gik videre til B-EM senere på året.

### Grundspil
| Dato   | Tid   | Kampe                    | Kampe | Kampe                    | Kampe |
| ------ | ----- | ------------------------ | ----- | ------------------------ | ----- |
| 8.10.  | 12:00 | Hviderusland - Slovenien | 6-7   | Kroatien - Slovakiet     | 8-5   |
| 8.10.  | 20:00 | Slovenien - Slovakiet    | 8-3   | Hviderusland - Kroatien  | 7-8   |
| 9.10.  | 14:00 | Slovakiet - Hviderusland | 6-12  | Kroatien - Slovenien     | 5-13  |
| 10.10. | 08:00 | Kroatien - Slovakiet     | 3-12  | Slovenien - Hviderusland | 9-8   |
| 10.10. | 16:00 | Hviderusland - Kroatien  | 8-7   | Slovakiet - Slovenien    | 8-7   |
| 11.10. | 09:00 | Slovenien - Kroatien     | 7-5   | Slovakiet - Hviderusland | 4-8   |

| Plac. | Hold         | Kampe | Vundne | Tabte |
| ----- | ------------ | ----- | ------ | ----- |
| 1.    | Slovenien    | 6     | 5      | 1     |
| 2.    | Hviderusland | 6     | 3      | 3     |
| 3.    | Slovakiet    | 6     | 2      | 4     |
|       | Kroatien     | 6     | 2      | 4     |

### Slutspil
| Playoff 3/4 | Playoff 3/4 |  | 1 | 2 | 3 | 4 | 5 | 6 | 7 | 8 | 9 | 10 | EE |  | Total |
| ----------- | ----------- |  | - | - | - | - | - | - | - | - | - | -- | -- |  | ----- |
| Slovakiet   |             |  | 0 | 2 | 0 | 1 | 1 | 0 | 2 | 2 | 0 | 0  | -  |  | 8     |
| Kroatien    |             |  | 3 | 0 | 1 | 0 | 0 | 0 | 0 | 0 | 1 | 1  | -  |  | 6     |

| Finale     | Finale |  | 1 | 2 | 3 | 4 | 5 | 6 | 7 | 8 | 9 | 10 | EE |  | Total |
| ---------- | ------ |  | - | - | - | - | - | - | - | - | - | -- | -- |  | ----- |
| Slovenien  |        |  | 0 | 1 | 0 | 0 | 2 | 0 | 3 | 0 | 2 | 0  | -  |  | 8     |
| Hviderusl. |        |  | 0 | 0 | 0 | 2 | 0 | 4 | 0 | 1 | 0 | 2  | -  |  | 9     |

| Sølvkamp  | Sølvkamp |  | 1 | 2 | 3 | 4 | 5 | 6 | 7 | 8 | 9 | 10 | EE |  | Total |
| --------- | -------- |  | - | - | - | - | - | - | - | - | - | -- | -- |  | ----- |
| Slovakiet |          |  | 1 | 0 | 1 | 1 | 0 | 1 | 1 | 0 | 1 | 0  | -  |  | 6     |
| Slovenien |          |  | 0 | 1 | 0 | 0 | 3 | 0 | 0 | 2 | 0 | 2  | -  |  | 8     |

### Samlet rangering
| Plac.  | Hold         | 4                  | 3                   | 2                    | 1                    | Reserve             |
| ------ | ------------ | ------------------ | ------------------- | -------------------- | -------------------- | ------------------- |
| Guld   | Hviderusland | Alina Pauliutjyk   | Arina Sverzjinskaja | Jevgenija Orlis      | Jekaterina Kirillova | Arina Sverzjinskaja |
| Sølv   | Slovenien    | Valentina Jurincic | Anja Kresnik        | Tjasa Jazbec         | Petra Klemenc        |                     |
| Bronze | Slovakiet    | Dominika Nitkova   | Terezia Hubackova   | Monika Kristofcakova | Sona Mayerová        | Nina Mayerová       |
| 4.     | Kroatien     | Iva Penava         | Iva Roso            | Lucija Fabijanic     | Anita Sajfar         | Antonia Maricevic   |